# روح فرنسا
روح فرنسا هو اسم أعطاه النحات الفرنسي كارلو سارابيزوليس لثلاثة تماثيل ضخمة ومتماثلة، وقد صنعت هذه التماثيل في الفترة ما بين الحربين العالميتين من ثلاثة مواد مختلفة: الأولى من الجبس سنة 1921 والثانية من الحجر سنة 1922 والثالثة من البرونز سنة 1930. هذه التماثيل عبارة عن محاربة عارية ترفع أسلحتها إلى السماء على ارتفاع 3,2 متر.
إن المنحوتة الأحدث هي المنحوتة المصنوعة من البرونز والتي تتواجد حاليا عند مدخل هال بورغ في مرتفعات جزيرة ريونيان التي تقع بالمحيط الهندي. لقد قدمت منحوتة البرونز كهدية من قبل النائب لوسيان غاسبارين إلى سكان بلدة سالازي سنة 1931 حيث ومنذ هذا الوقت انتقلت عبر تاريخ مدينة ريونيون بطريقة فوضوية.
لقد نصب التمثال في بادئ الأمر في وسط المدينة مقابل دار البلدية. وسرعان ما تم تدميره من قبل الكاهن بواسطة المتفجرات وتم تغطية بقايا الحطام بقطعة خلف صالون لتصفيف الشعر، بعد ذلك تم إعادة إصلاحه عن طريق التلحيم ثم نقل إلى المكان الذي يتواجد به حاليا. وفي هذا المكان اقتلع من القاعدة مرة أخرى بسبب إعصار مداري حيث بقي مهملا لمدة عشرين عاما حتى تم العثور عليه من طرف عمال البلدية أثناء عملهم سنة 1968. وقد لاقى هذا التمثال شهرة جماهيرية كبيرة باعتباره تمثال لقتلى الحرب العالمية الأولى وقد تم تسجيله بالجرد العام للمعالم الأثرية التاريخية وتم تصنيفه اخيرا سنة 2004 .

## الخصائص التقنية والرمزية
تمثال روح فرنسا المصنوع من البرونز (وأيضا النموذجين الآخرين) ، لها علو 3,2 متر ، هي عبارة عن محاربة تضع خوذة فوق رأسها وترفع يديها نحو السماء، تضع في يدها اليمنى باقة ورود صغيرة أما في اليد اليسرى فهي تحمل درعا حربيا.
إن الوضعية التي تأخذها المنحوتة على شكل حرف v ليست عشوائية، فحسب جريدة ريونيون، «هذه المرأة ترمز لامتنان فرنسا لموتاها على تحقيق الانتصار».فهي بمثابة ولاء للمقاتلين الذين قتلوا أثناء الحرب العالمية الأولى، الحرب التي شاركت فيها ريونيون مع الحلفاء في الدفاع عن الوطن ولا سيما المعارك التي يقودها الطيار رولاند غاروس. وقد صورت هذه التماثيل امتنان البلد نحو العساكر الفرنسيين.
مع ذلك، تمثال روح فرنسا يعرض أيضا خصائص معينة تتباين مع سماته العسكرية.أولا، هي منمذجة بحب في أتفه تفاصيلها، انثناءات التنورة تصل إلى جدائل رائعة "، ظفيرتان طويلتان تنزلقان على الظهر، والأهم من ذلك هي تمثل امرأة شابة نصف عارية والبطن والأثداء مكشوفتان في الهواء، الجسم رشيق والرأس ينظر إلى اليمين في وضعية مثيرة جدا.

## الأصول

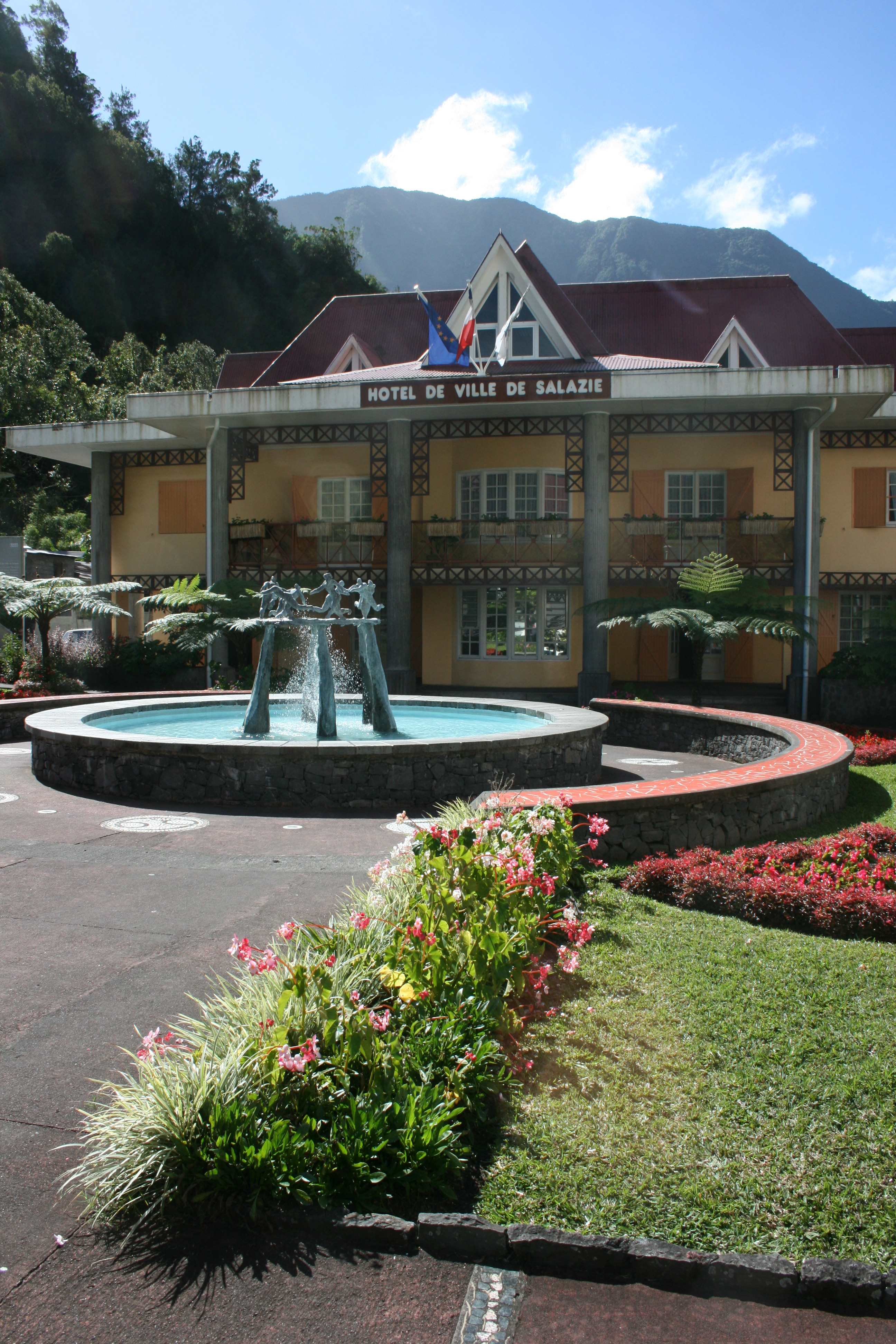
قاعة بلدية سالازي في ريونيون

روح فرنسا هو انجاز لشارلز سارابيزولس، غالبا ما سمي كارلو سارابيزولس
كان ذلك أول انجاز اثري لهذا النحات الفرنسي المولود بتولوز في 27 ديسمبر 1888، والذي درس بمدرسة الفنون الجميلة لمدينة تولوز من 1904 إلى 1907، ثم بباريس حتى 1914. بعد ذلك أصبح مجندا، مكافحا ثم سجن بعد ذلك.لذلك لم يمارس فنه حتى 1918، وقد كانت الحرب ملهمته في انجاز تماثيله.
أنجز أول تصاميمه من الجبس سنة 1921 والذي حاز على الميدالية الفضية لصالون الفنانين الفرنسيين. هذا النموذج أصبح جزء من تاريخ الحرب العظمى لدولة البيرون، في السنة نفسها، أنجز نسخة مصغرة من البرونز الصدئ الأخضر والذهب بعلو 55 سم وهو تابع حتى الآن لمجموعة خاصة. في السنة الموالية، انشأ نسخة أثرية من الحجر التي سمحت له بالحصول على جائزة وطنية، النسخة التي أهداها لمتحف لوكسمبورغ بباريس وهي حاليا متواجدة بمتحف قديس-صليب في بواتييه، في فيان. وأخيرا، أنجز سنة 1930، منحوتة البرونز التي توجد حاليا بهال بورغ في ريونيون.
بسبب تدخل الشخصية السياسية "لوسيان غاسبارين" وجدت هذه المنحوتة بمستعمرة المحيط الهندي، لوسيان غاسبارين ترأس مجلس النواب الوطني من 1906 إلى 1942 ".هذا النائب ولد في 1868 وهو الذي وقع طلب عام بقيمة 30 ألف فرنك في 11 جويلية 1931 . وبعد ذلك بقليل، وضع التمثال بمركز مدينة سالازي (بلدية في أعالي جزيرة تقع في ملعب شعبي من نفس الاسم) أمام مقر البلدية.

## استقرار تمثال البرونز في ريونيون وتدميرها
لقد وجد تمثال روح فرنسا المصنوع من البرونز في بداية سنوات 1930 أمام كنيسة مركز مدينة سالازي.
استقر تمثال البرونز أمام دار البلدية لسالازي وقرب الكنيسة التي يتولاها كاهن شاب محافظ. وهو والد غابريال بوغاسو، ولد في 1902، وقد مر بالشبيبة العاملة المسيحية، في بيت المترهبين باورلي وأيضا مدغشقر، أين فازبرئاسة ريونيون بعد سنتين.وقد عمل أيضا كراهب في شون بورن قبل المجيء إلى سالازي، أين أعاد صناعتها من الحجر والكنيسة الخاصة بالرعية.
ونظرا لما أحدثه التمثال من ضجة كبيرة، جمع الكاهن حشد من الناس لأجل تدميره حيث أثار معركة سياسية-دينية ولاجل تهدئة الوضع، اقترح سكان البلدة تغطية الأثداء العارية للتمثال بواسطة لباس ولكن رئيس البلدية رفض ذلك.
في هذه الإثناء، وبعد بضع سنوات، سقطت الجمهورية الثالثة عن طريق النازية الألمانية اين استغل الأب بوغاسو تغير نظام الحكم السياسي من اجل أن يأخذ من فيكي حق تدمير التمثال. لم يتمكن في بادئ الأمر من إسقاط التمثال رغم مساعدة مجموعة من المؤمنين وبعد ذلك قاموا باستخدام الديناميت لتحطيمه وبقايا الحطام تم حفظها في حظيرة تقع خلف صالون لتصفيف الشعر.

## الانتقال والتهميش
روح فرنسا المصنوع من البرونز يقع حاليا في هال بورغ، في قاع الجبال أين تحيط به الفانجا من كل جهة.
أدت اضطرابات الحرب العالمية الثانية وتطبيق نظام المقاطعات في ريونيون إلى إعادة النظر في عودة تمثال روح فرنسا أين تم إعادة تلحيم الأسلحة التي كانت موضوعة في الذراع.ومع ذلك تم نقلها من وسط مدينة سالازي إلى هال بورغ  في المدخل الذي تقع فيه حاليا في حديقة صغيرة مقابل كشك. يقع التمثال في 21°03'5280 جنوبا و55°31'1800 شرقا.
```
وعلى وجه التحديد، فان المرأة الشابة تدير ظهرها نحو حائط يفصل بين سيرك الصينية بغابة بلوف 
```

حتى لو كان هذا الموقع الجديد قد سمح بإيقاف الجدال نوعا ما، فان التمثال بقي غير امن حتى الآن، بعد انتقال التمثال من مكانه بوقت قليل، تحطم هذه الأخير من جذوره بسبب إعصار مداري مدمر والذي يعرف محليا باسم «إعصار 1948».وقد تم إعادة تثبيته في الأرض مرة أخرى، ثم بقي مهمشا لمدة عشرين عاما حتى إعادة تطوير المكان في سنة 1968 أين اكتشفه عمال البلدية.

## إعادة التأهيل والتصنيف

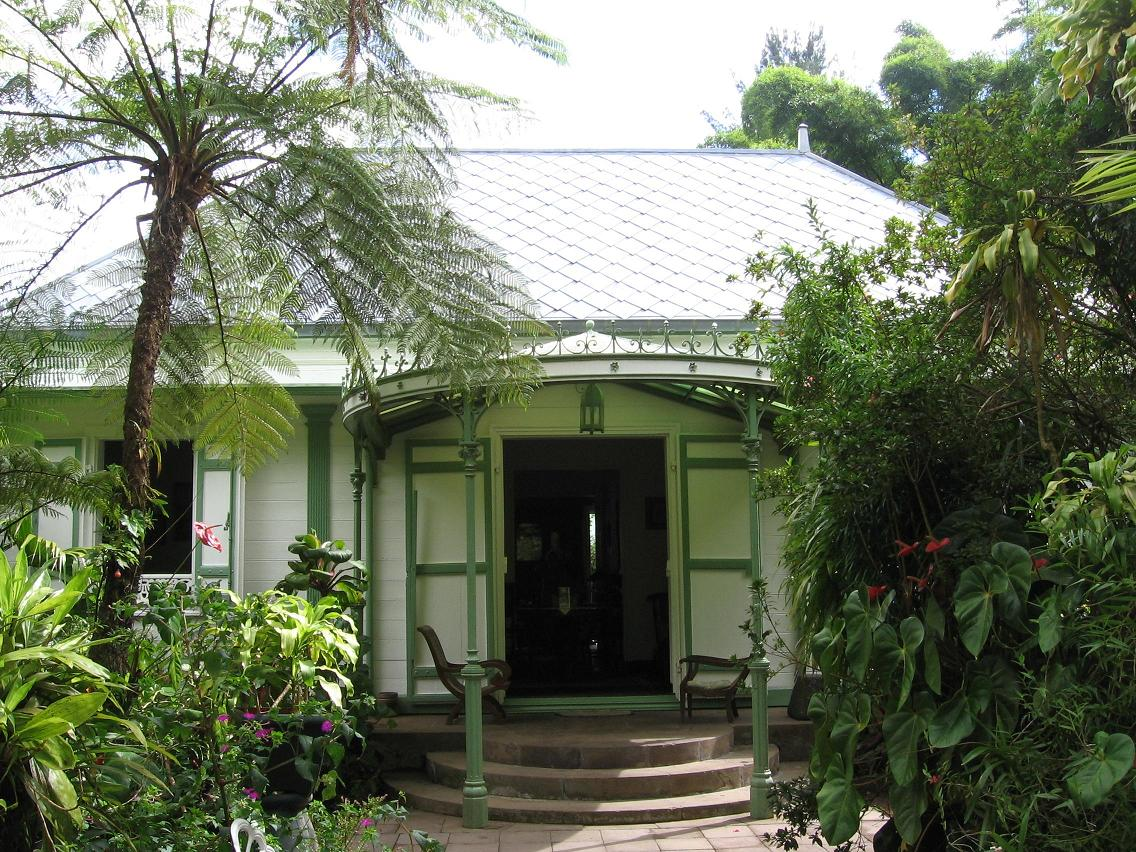
دار فوليو صنف ضمن المعالم التاريخية تقع في نفس شارع روح فرنسا البرونزية

تعتبر دار فوليو من المواقع التي تصنف ضمن المعالم التاريخية التي تقع في نفس الشارع الذي تقع فيه تمثال روح فرنسا المصنوع من البرونز.
لقد تم إعادة الاعتبار لتمثال روح فرنسا المصنوع من البرونز كنصب تذكاري للقتلى.
لقد سجل تمثال روح فرنسا المصنوع من البرونز بالجرد العام للآثار التاريخية بقرار وزاري في 22 أكتوبر 1998. وتم تصنيف مجموع تماثيل القتلى من جديد بمرسوم وزاري في 5 ماي  ·  · .هذا الاعتراف الوطني ساعد على لم شمل هال بورغ كقرية رائعة لها اهتمام كبير بالتراث، كذلك يوجد بها معالم أخرى كدار فوليو، دورية فيلا لوسيلي وخاصة دورية فيلا بارو التي تبعد بعض أمتار فقط عن التمثال.
روح فرنسا تلقى عناية خاصة من طرف رئيس بعثة سالازي مارك باسو، «عاشقها وراعي مصالحها»